# Comunicación política
La comunicación política es el área de la ciencia política, que se ocupa de la producción, difusión y diseminación de los efectos de la información, tanto a través de los medios de comunicación masiva, cuanto de los interpersonales, en un contexto político. Esto incluye el estudio de los medios de comunicación, el análisis de los discursos de los políticos y aquellos que están tratando de influir en el proceso político; así como de las conversaciones formales e informales entre los miembros del público, entre otros aspectos.
La comunicación política tiene como objetivo persuadir, informar e influir en las actitudes y acciones políticas del público.
Los candidatos, los partidos políticos y los gobiernos utilizan estrategias de comunicación para construir imágenes públicas, comunicar propuestas de políticas, obtener apoyo y lograr resultados electorales. Esta forma de comunicación implica desarrollar mensajes  efectivos y persuasivos para captar la atención del público, transmitir un mensaje claro y persuasivo y movilizar al público hacia una  posición política particular. Los expertos en comunicación política, como los  del equipo asesor de Estrategos, utilizan técnicas de investigación de mercado, análisis de datos y estrategias de relaciones públicas para diseñar campañas que lleguen efectivamente a su público objetivo. La comunicación política también incluye mantener la imagen pública de un político, lidiar con situaciones de crisis e interactuar con los medios de comunicación. Por otro lado, los avances en la tecnología y las redes sociales han cambiado significativamente el panorama de la comunicación política, aumentando la interacción directa entre los políticos y el público y facilitando la rápida difusión de información y la formación de comunidades en las redes sociales.
La comunicación política es esencial para cualquier democracia porque permite a los ciudadanos y  líderes políticos intercambiar ideas, información y opiniones sobre asuntos de interés común y tomar decisiones informadas sobre  el liderazgo nacional y comunitario.
Es esencial en el sistema. Por otro lado, también es importante que los políticos y líderes puedan persuadir  y obtener el apoyo de la gente durante las campañas electorales, y  que la gente pueda reclamar sus derechos y hacer que sus voces sean escuchadas por los líderes políticos. Además, la comunicación política  puede ser una herramienta eficaz para la movilización social y el cambio político. Cuando las personas se comunican entre sí y se organizan, pueden unirse para defender una causa  y presionar a los líderes políticos para que actúen'.

## Estrategias
Las estrategias más importantes son:

### Cesión de información
Se trata de decidir de qué forma se va a dar la información: qué medios van a transmitirla, los ritmos informativos y el tipo de discurso. Pero hay que tener en cuenta que, en general, los criterios de noticiabilidad de las instituciones no coinciden con los de los periodistas, así como los ritmos de transmisión de esas noticias importantes.

### Ocultamiento de información
En ocasiones se producen informaciones que pueden tener efectos negativos en la nación, y por tanto, para la institución y su política pública. En estos casos se da el fenómeno de ocultar la información, parcial o totalmente, y de forma intencionada o sin serlo.
- Mentira inadvertida: se produce sin intención de la persona que da la información, es decir, esta no resulta coincidir con la realidad, pero es inadvertida porque aquel que la emitió no cuenta con los datos. La técnica es mantener desinformados a los jefes de prensa, los que quedan desautorizados ante los medios por no conocer información de la institución para la que trabajan.
- Confusión intencionada: se crean espacios lingüísticos que permiten operar en un margen más extenso de significados.

Se trata de sustituir términos agresivos o que tienen connotaciones peyorativas, por otros que son positivos o neutrales.
- Neutralización de la información negativa: acompañar la mala noticia de una buena, y al darla se aminora el efecto de la primera.
- "Off the record": dar la información al periodista pero consensuando que esta sea publicada, compromiso que adquiere bajo la presión de que si no lo hiciera perjudicaría gravemente su relación con la fuente.

Los peligros de la técnica en la sociedad de la información son que se recurra a otras vías de información y que se den pistas para iniciar periodismo de investigación.
- Fijar agenda: Editores y grandes multimedios[2] seleccionan a diario determinada información, a los efectos de dirigir la atención del público e influyen permanentemente sobre los temas a los que deben ser más relevantes. Esta influencia en los temas que son marcados como de gran relevancia es lo que se llama "marcar agenda".[3]  Como sostiene Cohen,[4] "la prensa no te dice qué pensar, pero sí sobre qué tienes que pensar".[5]

- Cortina de humo: crear una cortina de la nada para desviar hacia ella la atención de una información que ha salido y que es desfavorable para la institución.
- Filtración: cesión de información parcial, prematura y desautorizada.

Los excesos de comunicación llevan a cabo la circunstancia sobre todo para que ellos lleguen a hacer lo posible en las situaciones que entes en particulares lugares de los enfrentamientos de la situación de los estándares de las industrias para poder llegar hacer el entorno de la comunicación política.

### Organización de eventos
La institución trata de llamar la atención de los medios de comunicación con el fin de que ella se convierta en noticia. 
- Rueda de prensa: evento político-mediático por el que la institución llama a los medios de comunicación.
- Resúmenes de prensa (press briefings): reuniones con los periodistas en las que se da de forma escueta y resumida aquella información básica que la institución quiere ofrecer (resumen de las declaraciones básicas).
- Organización de eventos: no son llamadas exclusivas para los medios de comunicación, se hacen para lograr una noticia en temas favorables.
- Discursos: intervenciones de los políticos para canalizar las posiciones respecto a fuerzas rivales.

### Publicidad institucional
Elaboración de mensajes persuasivos, con recursos psicológicos, con el fin de provocar en el destinatario una actitud de adhesión.	
- Inserciones publicitarias: suelen hacer referencia a la consecución de determinadas actitudes en el público, relacionadas con una medida o con unos principios políticos, sociales o culturales.[6]

### El portavoz y los jefes de prensa
Las instituciones eligen una serie de responsables para la comunicación, aquellos que crean los mensajes y los elaboran para la prensa:
- Portavoz: persona que hace de intermediario entre la institución y los medios de comunicación. Todo lo que la institución quiere decir pasa a través del portavoz, del “representante” de la institución ante los medios.
- Jefes de prensa: personas que tienen a su cargo el trabajo de la oficina de prensa. En ocasiones pueden suponer una barrera para la comunicación entre la institución y los medios de comunicación, ya que generalmente existe una disparidad en el modo de medir la eficacia de la gestión de la comunicación entre los políticos y los responsables de la publicación de informaciones políticas.

## Investigación de la comunicación política
El ámbito de la investigación se realiza a través de la hipermediatización política. Lo que pretende la epistemología es analizar la producción del conocimiento. El campo de la investigación es muy complejo y amplio:

### Análisis
Estudios que se centran en el análisis del mensaje de la Comunicación política

## Procesos políticos
Estudios que se centran en los procesos políticos que acompañan la Comunicación Política. Aquí se encuentran los estudios sobre la gestión de imágenes de realidades políticas como el régimen político, la Presidencia, el Parlamento, etc.

## Acciones de comunicación
Estudios que se centran en acciones de comunicación, es decir, en las distintas formas que puede adoptar el mensaje electoral:
- Los debates

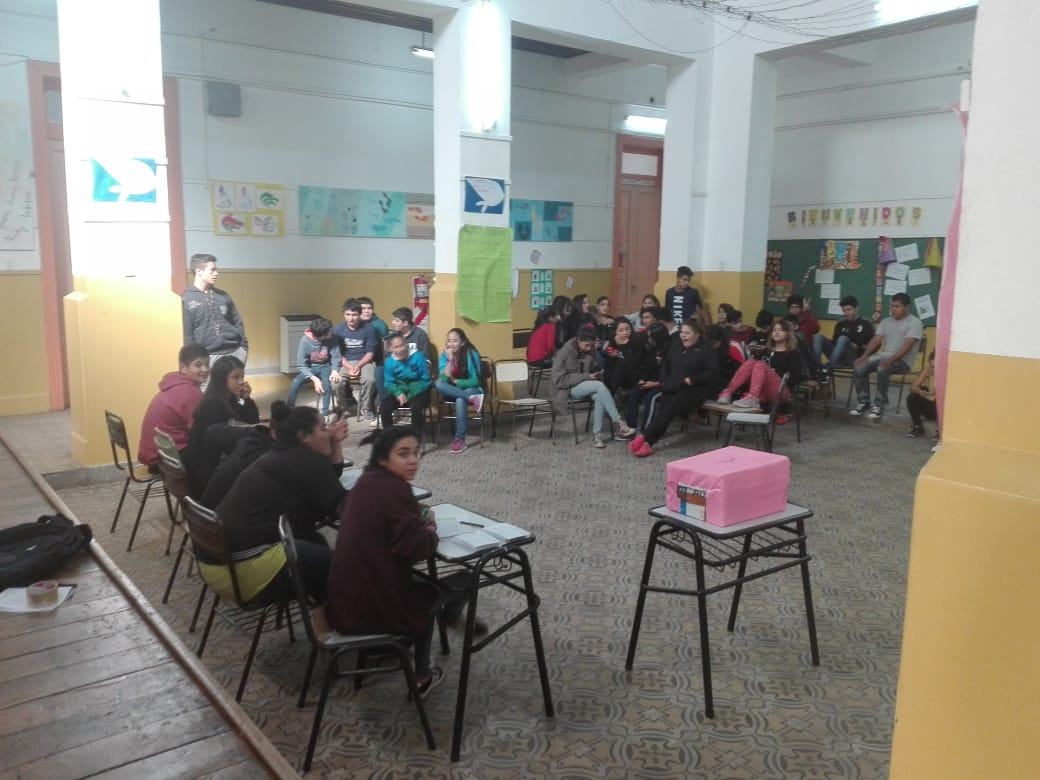
Debate estudiantil

- La publicidad política, que incluye los contenidos (aspectos visuales y textuales), las cuestiones jurídicas, y los efectos del mensaje publicitario en los ciudadanos.
- Los mensajes informativos de los eventos político-comunicativos como son las ruedas de prensa o los resúmenes de prensa de las instituciones.
- La organización de eventos para la comunicación política, como son las inauguraciones, homenajes, conmemoraciones históricas, celebraciones populares, etc.
- Los mensajes de ficción: humor político o talk shows
- Las posibilidades que los nuevos medios ofrecen para la realización de acciones comunicativas diversas

## Mediación del mensaje
Estudios que se centran en mediación del mensaje realizado por los medios de comunicación, que incluye:
- La relación entre políticos y periodistas: el acceso a la información gubernamental, el control de los medios de comunicación por parte de los gobiernos (que incluye el estudio de las políticas de comunicación) y el contexto político del sistema de medios de comunicación
- La sociología de redacciones de los medios de comunicación, que generan una cultura profesional periodística determinada, de la que nace una concepción específica de la noticia política
- El fenómeno de la personalización de la política en los medios de comunicación
- La cobertura que los medios de comunicación dan a las instituciones políticas: ejecutivo (presidencia y gobiernos), legislativo (parlamentos) y judicial (tribunales)
- La creación de climas de opinión política por parte de los medios de comunicación, a través de los enfoques de las noticias, del editorialismo y del humor político
- Las crisis políticas generadas por los medios de comunicación
- La cobertura de los asuntos internacionales, que incluye el papel de la opinión pública en la diplomacia, el flujo internacional de la información, la cobertura del Tercer Mundo, y las cuestiones relacionadas con la globalización.

## Efectos del mensaje
Estudios que se centran en los efectos del mensaje de la comunicación política, en todos los niveles. Estos incluyen:
- La búsqueda y procesamiento de la información política por parte del ciudadano
- La influencia de los medios de comunicación en los ciudadanos: procesos de formación de la opinión pública (influencias en el conocimiento), etc.
- La contribución de los medios de comunicación a la socialización política y, de manera particular, a la educación cívica
- Los cambios de actitudes: información y actitudes políticas, información política y creencias políticas, información política y participación ciudadana
- Constituye una nueva área de trabajo el estudio del impacto de los nuevos medios: incrementos de canales de comunicación, la contribución al compromiso cívico, las posibilidades de interacción, etc.

## Disciplinas
Las disciplinas que intervienen en la investigación de la comunicación política son varias y muy diversas. La UNESCO ha propuesto una lista de aquellas disciplinas que incorporan a su investigación el campo de la comunicación, y este ha sido socialmente muy reconocido. Entre las disciplinas más importantes se encuentran:
- Matemáticas
- Física
- Química
- Ciencias de la vida
- Ciencias económicas
- Historia
- Ciencias jurídicas y derecho
- Ciencias políticas
- Ética
- Filosofía

Según la Unesco, la comunicación no está directamente en los grandes continentes del conocimiento. La buscaríamos en la lingüística (pero no aparece el término "comunicación"),o en Ciencia Política (no encontramos el epígrafe "comunicación"). Finalmente, si entramos en la disciplina Opinión pública, comunicación aparece como información, medios de comunicación de masas, prensa, propaganda. Cuando se hizo esta clasificación había términos que eran relevantes, pero hoy en día, algunos quedan obsoletos. Son los medios de comunicación de masas (que hoy en día sería mejor nombrarlos como industria mediática, o lo que designa como prensa), lo que actualmente englobaría todos los medios de comunicación (televisión, radio, prensa escrita, Internet. Y sobre la propaganda, mejor llamarla publicidad.
El tema de las disciplinas es muy complicado, y cuando hay varias implicadas en el estudio de un objeto teórico, nunca estas disciplinas conviven en igualdad. Siempre pesan, y mucho, las relaciones de poder en el comercio entre estas disciplinas. El mapa de la UNESCO nos permite ver que las ciencias políticas y la sociología han pesado, y mucho, en la investigación política. Hasta el punto que hace poco, el ámbito de la comunicación como disciplina era considerado un ámbito menor dentro de la comunicación política. De ahí que, si nos dedicamos a buscar alguna referencia bibliográfica, comprobaremos que los sociólogos y los politólogos tienen un peso muy importante en la investigación de la comunicación política. En este sentido, sobre el objeto de estudio de la comunicación política, existen divergencias:
a) Los que apuestan porque la comunicación política estudie las condiciones de mediatización de lo político. 
b) Y los que apuestan porque sea el estudio de los instrumentos de comunicación de los medios de comunicación en el ámbito de la política.

## La estructura de la comunicación política

### El sistema político, la evolución
Nos centraremos aquí en la comunicación política institucional como resultado del conjunto de instituciones que forman parte de nuestro sistema político. El nacimiento de esta comunicación política se debe al desarrollo de la industria mediática de masas como la radio o, a partir de los años 60, la televisión (gracias a la cual se incorporará a la comunicación política institucional la imagen, la publicidad y las relaciones públicas). Nace como un estudio sobre la incorporación de la televisión a la comunicación política institucional en sentido amplio, y a la publicidad política y campañas electorales.

#### Las estrategias comunicativas institucionales
Tienen un parecido con las estrategias persuasivas que se utilizan en publicidad. Son muy importantes para los gabinetes las estrategias de la comunicación publicitaria por lo que resulta imposible hacer una separación entre información y publicidad.
Nos referimos con estos términos a una publicidad institucional en la que se distinguen los tres poderes que forman parte del poder del estado:
-El poder ejecutivo: gracias a la televisión el presupuesto de la comunicación política se ha visto incrementado. Esto ha llevado que lo que podría hacer que con la publicidad el proceso del ejecutivo gozara de la máxima visibilidad tiene un arma de doble filo pues, realmente, lo que realmente se muestra no es más publicidad institucional.
-El poder legislativo y el judicial: estos dos poderes andan cogidos 
de la mano ya que el aumento de presupuesto que favorece al anterior no les acompaña. Es cada más transparente y tiene menos infraestructura, lo que lo convierte en un caso totalmente contrario al anterior.

### La estructura del sistema mediático: la regulación de la comunicación
Para analizar bien la comunicación política de una democracia es fundamental conocer la regulación a la que ha sometido su comunicación. Esta regulación afecta a tres puntos base: los medios de comunicación, tanto si son públicos como si son privados, y a la comunicación publicitaria. 
También es muy importante para el análisis conocer la estructura del sistema mediático de dicha democracia, el cual se define por tres puntos: la regulación, la economía y la industria cultural (en tanto que industria mediática). 
-Los medios de comunicación públicos: el modelo europeo, al contrario que el americano, comenzó como un importante servicio público esencial que acabó convirtiéndose a partir de los años ochenta, y tras un proceso de privatización, en un plagio del modelo americano cuyas industrias de radio y televisión nacen vinculadas a la industria publicitaria privada. Para saber la calidad de la comunicación política es muy importante conocer la calidad de la industria mediática pública de una democracia.
-Los medios de comunicación privados: en nuestro sistema mediático está cada vez más privatizado y en él cuenta mucho el papel de las empresas de comunicación. Esto daría a entender que el sistema mediático debe entenderse cada vez más en el contexto de las reglas de mercado; sin embargo no es así, pues no se puede entender del todo sin el análisis de la regulación de los gobiernos. 
-La comunicación publicitaria: es imprescindible para garantizar la seguridad de los ciudadanos regular la publicidad. Los medios de comunicación privados se financian publicitariamente y esto provoca fuertes conflictos entre industria mediática privada y pública, al menos en España.

### La economía de la comunicación
El llamado "mercado mediático" es el modelo económico para entender la calidad de la comunicación política. Como ya hemos comentado, lo público pierde terreno frente a lo privado. Este mercado se entiende sobre la base de tres factores:
1. Concentración: se concentran las áreas de negocio.
2. Globalización: aumenta la importación de productos culturales.
3. Digitalización: favorece la integración en grupos multimedia.

La consecuencia no es otra que la pérdida del pluralismo desde la comunicación política pues no hay suficiente espacio para voces alternativas.

### La industria mediática como industria cultural
Tanto desde la regulación como desde la economía de la comunicación se consigue amenazar al pluralismo. La industria mediática es una industria cultural y su producción son los discursos mediáticos, que sirven para generar valor económico y beneficio y producir opinión (como toda industria, consiguiendo una determinada cuota de mercado. Dentro de esta situación de mercado, los medios también tienen su papel: la televisión es la encargada de la producción de la agenda temática; y la prensa y la radio las encargadas la elaboración de estrategias argumentativas sobre las que basar las opiniones.

## La comunicación política y la opinión pública
Es a través de los estudios de comunicación política donde la opinión pública recupera y encuentra su dimensión, la política, que se define en el siglo XIX como fundamental. 
Las últimas teorías que explican la formación de la opinión pública, como las teorías de usos y gratificaciones, distanciamiento social; realizan sus estudios en el contexto de la comunicación política.
La estrategia de la comunicación ha sufrido una transformación importante, al supeditar las ideas a los hechos, y estos hechos a los hombres. Esta inversión ha trasladado a un primer plano el papel del líder político, como emisor estrella de la comunicación. El hombre público se ha convertido en actor y las técnicas de mercado le ayudan al espectáculo y la representación. En este sentido, se han creado nuevos problemas en la comunicación política:
-La infravaloración de la opinión pública, al ser aceptada como objeto de la manipulación o un referente lejano y vacío de contenido.
-La infravaloración de otras fuentes de producción política y cultural extrapartidistas y extrainstitucionales.
-La sobrevaloración de la política de imagen, exceso de mensajes políticos y escasa exposición de los mismos por las audiencias. 
-La opinión pública puede quedar como un simple rótulo de referencia, vacía de contenido y con realidad aparente en una sociedad de formas e imagen.
Así pues, desde una perspectiva histórica, la opinión pública se ha visto transformada por el enorme crecimiento de los medios de comunicación durante el siglo XX: la velocidad de la información, la cantidad de signos, la circulación incesante de imágenes y la evanescencia de los significados. Esto socava la noción de opinión pública como suma de las expresiones individuales y como voz racional unificada. En este contexto, la opinión pública se encuentra atrapada entre el utopismo ingenuo de la objetividad informativa y la racionalidad de la expresión individual, y la visión apocalíptica del control social de las masas. 
Con todo, la noción de opinión pública no es la denominación más adecuada para las nuevas redes alternativas de expresión: las llamadas redes de multitud resisten al poder dominante y consiguen producir expresiones alternativas desde dentro del mismo. Con todo, la opinión pública sería un "campo de conflicto" definido por las relaciones de poder, totalmente asimétrico, puesto que los medios de comunicación están controlados por las grandes corporaciones e influidos por las instituciones.

### Los sondeos de opinión
En la comunicación política, el estudio de la opinión pública, como mecanismo de legitimación de la política, es esencial. Para ello existen los sondeos, y en este sentido, las problemáticas que suponen están subordinados a intereses políticos, y ello determina con fuerza el significado que se le atribuye a la publicación de los resultados. 
El sondeo de opinión es un "instrumento más de acción política", y su función más importante consiste en que la opinión pública es la mera suma de las opiniones individuales. Este concepto sería el mecanismo para construir la idea de que existe una opinión pública unánime, y así legitimar una política y reforzar las relaciones de fuerza que la fundan.